# Olu Jacobs
Oludotun Baiyewu Jacobs (11 de julio de 1942), conocido profesionalmente como Olu Jacobs, es un actor y cineasta nigeriano. Actuó en varias series de televisión británicas y en películas internacionales. Junto con Pete Edochie, Justus Esiri, Enebeli Elebuwa y Sam Loco Efe, es considerado por la prensa especializada como uno de los actores africanos más influyentes de todos los tiempos, además de un ícono cultural.
En 2007 ganó un Premio de la Academia del Cine Africano en la categoría de mejor actor protagónico y en 2016 se le concedió un reconocimiento por su prolífica carrera en los mismos premios. Está casado con la actriz Joke Silva, con quien fundó la academia de artes Lufodo.

## Filmografía

### Cine
| Año  | Título                          | Personaje      |
| ---- | ------------------------------- | -------------- |
| 1979 | Ashanti                         |                |
| 1980 | The Dogs of War                 |                |
| 1985 | Baby: Secret of the Lost Legend | Coronel Nsogbu |
| 1986 | Pirates                         | Boomako        |
| 2012 | Adesuwa                         | Ezomo          |
| 2014 | Dry                             |                |
| 2017 | The Royal Hibiscus Hotel        |                |

### Televisión
| Año  | Título                        | Personaje            | Observaciones  |
| ---- | ----------------------------- | -------------------- | -------------- |
| 1971 | The Goodies                   |                      | 1 episodio     |
| 1974 | Till Death Us Do Part         |                      | 1 episodio     |
| 1975 | Barlow at Large               | Motamba              | 1 episodio     |
| 1975 | The Venturers                 | Mbela                | 1 episodio     |
| 1976 | Angels                        | Musa Ladipo          | 3 episodios    |
| 1978 | 1990                          | Alan Msawi           | 1 episodio     |
| 1975 | The Tomorrow People           | Papa Minn            | 1 episodio     |
| 1979 | The Professionals             | Sylvester            | 1 episodio     |
| 1982 | Squadron                      | Presidente Gadin     | 1 episodio     |
| 1983 | The Witches and the Grinnygog | Sr. Alabaster        | 5 episodios    |
| 1983 | Rumpole of the Bailey         | David Mazenze        | 1 episodio     |
| 1984 | Play for Today                | David Mazenze        | 1 episodio     |
| 1990 | The Third Eye                 | Inspector Best Idafa | Rol recurrente |